# Гамбург (Айова)
Гамбург (англ. Hamburg) — місто (англ. city) в США, в окрузі Фремонт штату Айова. Населення — 890 осіб (2020).

## Географія
Гамбург розташований за координатами 40°36′22″ пн. ш. 95°39′18″ зх. д. / 40.60611° пн. ш. 95.65500° зх. д. (40.606088, -95.655018).  За даними Бюро перепису населення США в 2010 році місто мало площу 2,85 км², з яких 2,84 км² — суходіл та 0,00 км² — водойми.

### Клімат
| Клімат : Гамбург        | Клімат : Гамбург | Клімат : Гамбург | Клімат : Гамбург | Клімат : Гамбург | Клімат : Гамбург | Клімат : Гамбург | Клімат : Гамбург | Клімат : Гамбург | Клімат : Гамбург | Клімат : Гамбург | Клімат : Гамбург | Клімат : Гамбург | Клімат : Гамбург |
| Показник                | Січ.             | Лют.             | Бер.             | Квіт.            | Трав.            | Черв.            | Лип.             | Серп.            | Вер.             | Жовт.            | Лист.            | Груд.            | Рік              |
| Абсолютний максимум, °C | 20,6             | 27,8             | 32,8             | 35,6             | 37,8             | 40,6             | 42,8             | 39,4             | 38,9             | 34,4             | 28,3             | 22,2             | 42,8             |
| Середній максимум, °C   | 0,6              | 3,9              | 10,6             | 17,2             | 22,8             | 27,8             | 30,0             | 28,9             | 25,6             | 18,9             | 10,0             | 2,2              | 16,6             |
| Середня температура, °C | −4,4             | −1,7             | 4,4              | 11,1             | 17,2             | 22,2             | 24,4             | 23,3             | 18,9             | 12,2             | 4,4              | −2,8             | 10,8             |
| Середній мінімум, °C    | −10              | −7,2             | −2,2             | 4,4              | 11,1             | 16,7             | 18,9             | 17,8             | 12,2             | 5,6              | −1,1             | −7,8             | 4,9              |
| Абсолютний мінімум, °C  | −30              | −30,6            | −27,2            | −13,3            | −2,2             | 5,0              | 6,7              | 5,6              | −2,2             | −10              | −22,8            | −31,7            | −31,7            |
| Норма опадів, мм        | 21               | 24               | 62               | 85               | 115              | 107              | 129              | 98               | 92               | 67               | 53               | 28               | 881              |
| ----------------------- | ---------------- | ---------------- | ---------------- | ---------------- | ---------------- | ---------------- | ---------------- | ---------------- | ---------------- | ---------------- | ---------------- | ---------------- | ---------------- |
| Джерело:                |                  |                  |                  |                  |                  |                  |                  |                  |                  |                  |                  |                  |                  |

## Демографія
Згідно з переписом 2010 року, у місті мешкало 1187 осіб у 514 домогосподарствах у складі 312 родин. Густота населення становила 417 осіб/км².  Було 594 помешкання (209/км²).
Расовий склад населення:
| - 94,2 % — білих - 0,8 % — чорних або афроамериканців - 0,5 % — корінних американців - 0,3 % — азіатів - 0,1 % — вихідців з тихоокеанських островів - 2,7 % — осіб інших рас |

До двох чи більше рас належало 1,4 %. Частка іспаномовних становила 6,2 % від усіх жителів.
За віковим діапазоном населення розподілялося таким чином: 23,5 % — особи молодші 18 років, 56,6 % — особи у віці 18—64 років, 19,9 % — особи у віці 65 років та старші. Медіана віку мешканця становила 41,0 року. На 100 осіб жіночої статі у місті припадало 100,5 чоловіків;  на 100 жінок у віці від 18 років та старших — 95,3 чоловіків також старших 18 років.
Середній дохід на одне домашнє господарство  становив 44 914 долари США (медіана — 34 931), а середній дохід на одну сім'ю — 53 027 доларів (медіана — 47 604). Медіана доходів становила 41 250 доларів для чоловіків та 30 682 долари для жінок. За межею бідності перебувало 16,4 % осіб, у тому числі 27,5 % дітей у віці до 18 років та 5,7 % осіб у віці 65 років та старших.
Цивільне працевлаштоване населення становило 534 особи. Основні галузі зайнятості: освіта, охорона здоров'я та соціальна допомога — 24,7 %, виробництво — 17,0 %, роздрібна торгівля — 12,9 %.